# Bs.to
bs.to (Kurzform für Burning Series) ist ein deutschsprachiges illegales Video-on-Demand-Angebot für das kostenlose Streamen von Fernsehserien. 

## Angebot
Mit dem Angebot befindet sich die Seite in Konkurrenz zu legalen Video-on-Demand-Diensten wie Netflix, Prime Video u. ä.

## Geschichte
Die Seite startete am 4. Dezember 2009 unter der Adresse burning-series.org mit Die Simpsons und weiteren Comedy-Zeichentricksserien, nachdem sie von einer auf Die Simpsons spezialisierten Seite umgezogen war. Seit 2011 wurden die Angebote unter Burning-Series.to veröffentlicht. Am 1. April 2015 wechselte die Seite auf die Adresse bs.to.

## DNS-Sperren
Seit Dezember 2018 wird der Zugang zu bs.to von einigen Providern, z. B. Vodafone und seit dem 28. März 2019 von UPC gesperrt. Die Sperre erfolgt dabei durch eine Sperre über den DNS-Server des Providers.
Am 26. Juli 2021 erstellte die Clearingstelle Urheberrecht im Internet (CUII) eine Sperrempfehlung für die Website. Damit wird der Zugriff auf sie von den größten Internetdienstanbietern Deutschlands über eine DNS-Sperre verhindert.

## Rechtslage
Durch das Urteil des Europäischen Gerichtshofs vom 25. April 2017 wurde das unautorisierte Streamen von urheberrechtlich geschützten Angeboten, die für den Nutzer als eine Urheberrechtsverletzung zu erkennen sind, als illegal eingestuft. Davon ist auch Burning Series betroffen. Zudem speichern die Betreiber nach eigenen Angaben keine Daten oder Hinweise auf zugreifende IP-Adressen. Dazu kommt, dass sich der Standort der Server außerhalb der Europäischen Union befindet, weshalb das deutsche Bundesdatenschutzgesetz (BDSG) nicht anwendbar ist (§ 1 Abs. 4 BDSG). Als legale und sichere Alternativen werden hingegen Video-on-Demand-Anbieter empfohlen, die entsprechende Lizenzen erworben haben und den Nutzer damit zu einer legalen Nutzung des Angebots autorisieren und vor dubiosen Angeboten schützen.
Vor dem Entscheid des EuGH war Streaming im deutschsprachigen Raum eine juristische Grauzone, da Unklarheit darüber herrschte, wie eine temporäre Kopie im Arbeitsspeicher zu bewerten ist. Demnach war nur der Download eindeutig illegal.